# ФК Спартак (Нижни Новгород)
„Спартак“ е бивш руски футболен клуб от гр. Нижни Новгород.

## История
Основан е през 2000 г. като „Лукойл“, Челябинск. Завършва 1-ви в КФК, зона Урал и се класира за 2-ра дивизия. През 2001 г. става сателитен отбор на „Спартак“ (Москва) през 2004 г. В отбора е привлечен Дмитрий Ананко. Същата година отборът печели промоция за 1 дивизия. От Спартак (Москва) са привлечени Дмитрий Торбински и Алексанъдър Гацкан. През 2005 г. вече носи името Спартак (Челябинск). Тимът завършва на 9 място в 1-ва дивизия.
През 2006 г. отборът се премества в Нижни Новгород и се обединява с местния „Локомотив“ под името „Спартак“ (Нижни Новгород). През 2006 г. завършва на 18-о място в класирането. От 2007 г. е изключен от ПФЛ.
За наследник на отбора се счита ФК Нижни Новгород, който е разформирован през 2012.